# Johan Asker
Johan Claus Abraham Asker, född 22 april 1915 i Petrograd i Ryssland, död 14 december 2000 i Svedala, var en svensk godsägare på Snapparps gård utanför Svedala och fälttävlansryttare. Han deltog i de olympiska ryttarspelen 1956 i Stockholm, där hans häst Iller dog under uthållighetsprovet. Han tävlade för Malmö Ridklubb. 

## Ryttarspelen 1956
Fälttävlan vid Ryttarspelen 1956 blev dramatisk ur många synpunkter. Uthållighetsprovets terrängrittsbana på Järvafältet, och speciellt hinder nummer 22, nära Molnsättra gård, blev mycket svårt efter ett ihärdigt nattregn. Under banbesiktningen var det ingen som hade några synpunkter på hinder 22 men gyttjan framför hindret ställde till problem. Det var tänkt som en vattengrav och utgjordes av ett brett dike, men efter regnet blev det väldigt gyttjigt och många ekipage fick problem. Värst gick det för Johan Askers häst Iller, som försökte hoppa hindret tre gånger innan han föll och skadade sig så illa att han inte själv kunde ta sig upp och fastnade i gyttjan vid hindret. Iller drogs upp men hjälp av rep och det tog nästan en halvtimme att få loss honom. Han undersöktes sedan av en veterinär på platsen, som konstaterade att Iller brutit ena frambenet och han nödslaktades med ett pistolskott på platsen. Han fick sin grav i skogsdungen intill den plats där han stupat. Där lät Johan Asker fyra år senare resa en minnessten i granit över Iller. Texten på minnessten har orden 
| ” | ”Iller Sv. Br. V. E. Savonarola född 1944. Segrade i många tävlingar i Skandinavien och utomlands. Min trogne kamrat stupade här i olympisk fälttävlan den 13 juni 1956. Stenen restes av ägaren och ryttaren Johan Asker 1960.” | „ |

För fälttävlanssporten hängde ryttarspelen med i många år som ett tungt ok och för det svenska laget betydde det även att man var borta från lagtävlingen. 